# Mont Blanc du Tacul
Mont Blanc du Tacul – szczyt w Masywie Mont Blanc, w grupie górskiej Mont Blanc. Leży we wschodniej Francji, w departamencie Górna Sabaudia.  Szczyt można zdobyć ze schronisk Refuge Les Cosmiques (3613 m) po stronie francuskiej oraz Rifugio Torino (3322 m i 3375 m 2 budynki) po stronie włoskiej.
Pierwszego wejścia dokonali Charles Hudson, Edward John Stevenson, Christopher, James Grenville Smith, E. S. Kennedy, Charles Ainslie i G. C. Joad 8 sierpnia 1855 r.